# Sonse Bergen
De Sonse bergen is een natuurgebied van 25 ha dat zich bevindt ten noorden van de kom van Son en ten westen van de Dommel. Het gebied is in bezit van Staatsbosbeheer.
Het is op deze plaats dat de Dommel begint met de doorsnijding van de Midden-Brabantse dekzandrug. Ze stroomt daarbij door een betrekkelijk smal dal naar het noorden om pas voorbij Nijnsel weer in meer westelijke richting af te buigen. De meanderende Dommel heeft daarbij aan de westkant een steiloever, al bedraagt het hoogteverschil zelden meer dan 2 meter.
Meer naar het westen is het gebied reliëfrijk en zijn er enkele "bergen" te vinden, waarvan de hoogte echter de 10 meter niet overschrijdt. Een klein stukje stuifzand wordt in stand gehouden.
Het gebied is in de lagere gedeelten eikenbos, en hogere gedeelten zijn met grove den en sparren beplant. Er loopt ook een dode Dommelarm, een afgesneden meander dus, langs het gebied.

## Geschiedenis
Begin 19e eeuw was dit gebied in handen van diverse eigenaren die kleine akker-, wei- en hooilandperscelen langs de Dommel bezaten. In 1878-1879 werd de Dommel hier rechtgetrokken: een drietal meanders werd afgesneden. Enkele afgesneden meanders zijn nog in het landschap te herkennen. Aan de oostzijde van de akkers begon de Sonse Heide, die in 1830 nog niet bebost was. Langs de Dommel bestonden enkele percelen naaldbos. De boeren legden houtwallen aan om hun akkers te beschermen tegen stuifzand en om geriefhout te winnen.
Vanaf 1925 begon Anton Philips met het opkopen van grond in dit gebied, dat De Kleine Heide werd genoemd. Uiteindelijk kwam 27,5 ha in handen van Philips, die hier een ontspanningsoord voor kinderen van zijn werknemers vestigde. Het bestond uit voormalige akkertjes, heide- en stuifzandgebied. Dit werd Landgoed Son genoemd en verkreeg grote bekendheid. Velen kwamen hier recreëren en er kon in de Dommel ook gezwommen worden.
Ook kwam in deze tijd de aanplant met naaldhout tot stand. In 1936 werden er Douglassparren en Japanse lariksen aangeplant. Philips probeerde in het Dommeldal ook populieren aan te planten, maar dit werd geen succes, ofschoon enkele van deze populieren nog steeds bestaan. Voorts werd zomereik aangeplant.
In 1958 werd het zuidelijk deel (11 ha) verkocht aan N.V. Maatschappij voor Onroerend Goed "De Nieuwe Erven", een aan Philips gelieerd woningbedrijf dat hier 152 huurwoningen voor Philips bouwde. Aldus werd het gebied bijna gehalveerd. Het resterende deel kreeg de naam Sonse Bergen. Ondertussen verminderde de interesse van Philips voor het gebied en begon een proces van verloedering door illegale vuilstort en crossbrommers.
In 1974 verkocht Philips de Sonse Bergen, nu 15 ha groot, aan de Stichting Brabants Landschap. In 1991 ging het, door gebiedsruil, over naar Staatsbosbeheer.

## Bedreigingen
Het gebied ligt vrijwel geheel ingesloten door de bebouwing van Son. Ten noorden ervan loopt een drukke weg en bevindt zich sinds 1984 een soort kuuroord (Thermae Son).

## Externe bron
- Website Sonse Bergen